# Іветте Бастінг
Іветте Бастінг (нід. Yvette Basting; нар. 8 червня 1977) — колишня нідерландська тенісистка.
Найвищу одиночну позицію світового рейтингу — 92 місце досягла 5 березня 2001, парну — 106 місце — 28 травня 2001 року.
Здобула 8 одиночних та 9 парних титулів туру ITF.
Найвищим досягненням на турнірах Великого шолома було 2 коло в одиночному розряді.
Завершила кар'єру 2002 року.

## Фінали ITF
| Легенда          |
| ---------------- |
| турніри $100,000 |
| турніри $75,000  |
| турніри $50,000  |
| турніри $25,000  |
| турніри $10,000  |

### Одиночний розряд (8–6)
| Результат | Ранг | Дата              | Місце                         | Покриття   | Суперниця           | Рахунок       |
| --------- | ---- | ----------------- | ----------------------------- | ---------- | ------------------- | ------------- |
| Перемога  | 1.   | 28 червня 1993    | Велп, Нідерланди              | Ґрунт      | Ленка Немечкова     | 6–0, 7–5      |
| Перемога  | 2.   | 23 серпня 1993    | Горб-ам-Неккар, Німеччина     | Ґрунт      | Моніка Кратохвілова | 6–1, 7–6      |
| Перемога  | 3.   | 17 жовтня 1994    | Фленсбург, Німеччина          | Килим (i)  | Кім де Вейлле       | 4–6, 7–5, 6–0 |
| Перемога  | 4.   | 24 жовтня 1994    | Пуатьє, Франція               | Тверде (i) | Кім де Вейлле       | 6–1, 5–7, 6–4 |
| Поразка   | 5.   | 14 листопада 1994 | Істборн, Велика Британія      | Килим (i)  | Кім де Вейлле       | 1–6, 4–6      |
| Поразка   | 6.   | 30 червня 1997    | Горн (Нідерланди), Нідерланди | Ґрунт      | Ева Бес             | 2–6, 3–6      |
| Поразка   | 7.   | 7 липня 1997      | Амерсфорт, Нідерланди         | Ґрунт      | Наталі Тейссен      | 1–6, 3–6      |
| Поразка   | 8.   | 13 жовтня 1997    | Сен-Рафаель (Вар), Франція    | Тверде (i) | Софі Ерр            | 1–6, 4–6      |
| Перемога  | 9.   | 22 червня 1998    | Велп, Нідерланди              | Ґрунт      | Андреа ван ден Гурк | 6–1, 5–7, 6–2 |
| Поразка   | 10.  | 29 червня 1998    | Алкмар, Нідерланди            | Ґрунт      | Дессислава Топалова | 6–7(3–7), 2–6 |
| DNP       | –    | 12 липня 1998     | Амерсфорт, Нідерланди         | Ґрунт      | Мартина Суха        | Н/Д           |
| Перемога  | 11.  | 1 листопада 1999  | Яффа, Ізраїль                 | Тверде     | Франческа Ск'явоне  | 6–3, 6–4      |
| Перемога  | 12.  | 24 липня 2000     | Памплона, Іспанія             | Тверде     | Анастасія Родіонова | 6–4, 6–1      |
| Перемога  | 13.  | 13 листопада 2000 | Нейплс, США                   | Ґрунт      | Каталіна Кастаньйо  | 4–0, 4–1, 4–2 |
| Поразка   | 14.  | 26 лютого 2001    | Міннеаполіс, США              | Тверде (i) | Дон Бут             | 6–4, 5–7, 4–6 |

### Парний розряд (9–6)
| Результат | Ранг | Дата            | Місце                         | Покриття   | Партнерка             | Суперниці                               | Рахунок            |
| --------- | ---- | --------------- | ----------------------------- | ---------- | --------------------- | --------------------------------------- | ------------------ |
| Перемога  | 1.   | 23 серпня 1993  | Горб-ам-Неккар, Німеччина     | Ґрунт      | Аннемарі Міккерс      | Лорена Родрігес Катріна Саарінен        | 4–6, 7–5, 7–5      |
| Поразка   | 2.   | 25 вересня 1995 | Братислава, Словаччина        | Ґрунт      | Магдалена Гжибовська  | Петра Лангрова Радка Зрубакова          | 3–6, 1–6           |
| Перемога  | 3.   | 16 жовтня 1995  | Фленсбург, Німеччина          | Килим (i)  | Олена Татаркова       | Сандра Клезель Амелі Моресмо            | 6–4, 2–6, 6–2      |
| Поразка   | 4.   | 25 лютого 1996  | Редбрідж, Велика Британія     | Тверде     | Кім де Вейлле         | Лаура Голарса Джулі Стівен              | 3–6, 4–6           |
| Перемога  | 5.   | 5 липня 1997    | Горн (Нідерланди), Нідерланди | Ґрунт      | Сімона Галікова       | Кім Кілсдонк Йоланда Менс               | 1–6, 6–1, 4–6      |
| Поразка   | 6.   | 7 вересня 1997  | Супетар, Хорватія             | Ґрунт      | Лотті Селен           | Даріна Мацекова Сілвія Соснарова        | 3–6, 6–4, 2–6      |
| Поразка   | 7.   | 29 квітня 1997  | Задар, Хорватія               | Ґрунт      | Сусанне Трік          | Єлена Костанич-Тошич Катарина Среботнік | 5–7, 5–7           |
| Поразка   | 8.   | 19 квітня 1998  | Кань-сюр-Мер, Франція         | Ґрунт      | Магдалена Зденовкова  | Гелен Крук Вікторія Девіс               | 3–6, 3–6           |
| Перемога  | 9.   | 26 квітня 1998  | Желос, Франція                | Ґрунт      | Емманюелль Курутше    | Жустін Енен Орелі Веді                  | 0–6, 7–6, 7–5      |
| Перемога  | 10.  | 5 липня 1998    | Алкмар, Нідерланди            | Ґрунт      | Генріетте ван Алдерен | Карлейн Бейс Андреа ван ден Гурк        | 6–0, 6–1           |
| DNP       | –    | 12 липня 1998   | Амерсфорт, Нідерланди         | Ґрунт      | Генріетте ван Алдерен | Х'яна Гутьєррес Деббі Гак               | Н/Д                |
| Поразка   | 11.  | 12 червня 2000  | Ленцергайде, Швейцарія        | Ґрунт      | Андреа ван ден Гурк   | Мія Буріч Б'янка Ламаде                 | 5–7, 3–6           |
| Перемога  | 12.  | 24 липня 2000   | Памплона, Іспанія             | Тверде     | Мія Буріч             | Ліенн Бейкер Маріана Меса               | 6–2, 6–0           |
| Перемога  | 13.  | 15 жовтня 2000  | Poitiers, Франція             | Тверде (i) | Каталін Мароші        | Петра Мандула Патріція Вартуш           | 7–6(7–4), 6–1      |
| Перемога  | 14.  | 12 лютого 2001  | Мідленд, США                  | Тверде (i) | Олена Татаркова       | Дженніфер Гопкінс Петра Рампре          | 3–6, 7–6(7–4), 6–4 |
| Перемога  | 15.  | 4 березня 2001  | Міннеаполіс, США              | Тверде (i) | Олена Татаркова       | Лоранс Куртуа Алісія Молік              | 7–5, 7–6(7–0)      |